# 谷口真由美
谷口 真由美（たにぐち まゆみ、1975年3月6日 - ）は、日本の法学者。神戸学院大学客員教授。部落解放同盟傘下組織の部落解放・人権研究所理事、スカイA放送番組審議会委員。メディア・講演活動のマネジメント業務を三桂に委託している。
近鉄ラグビー部の選手（ポジションはフルバック）やコーチだった谷口龍平（近畿日本鉄道の元社員）の長女。

## 来歴
大阪府大阪市で出生。実父・龍平の近鉄ラグビー部コーチ時代に、実母も同部独身寮（東大阪市の近鉄花園ラグビー場内）の寮母を務めていた関係で、6歳（1981年）から16歳（1991年）までは寮内で家族やラグビー部の選手と一緒に生活していた。大阪府立清水谷高等学校在学中の1992年に阪神甲子園球場で開催された第64回選抜高等学校野球大会の期間中には、『球春!センバツ甲子園』（MBSテレビが放送していた大会ダイジェスト番組）の企画で、「セブンティーンリポーター」（現役高校生代表）として出場校の選手や応援団の取材を任されていた。
1997年3月に大阪国際大学政経学部（国際人権法）を卒業すると、1999年3月に和歌山大学大学院経済学研究科修士課程修了、修士（経済学）。2004年3月に大阪大学大学院国際公共政策研究科博士課程修了、博士（国際公共政策）。博士号の取得後は、法政大学現代社会法研究所の客員研究員、部落解放・人権研究所の理事などを経て、2004年4月から2011年3月まで母校の大阪国際大学で法政経学部の専任講師を務めた。2005年4月からは、大阪大学実践教育センターの非常勤講師として、「日本国憲法」の講義を担当。講義冒頭15分を授業遅刻防止のために始めた「DJ真由美の恋愛相談」で、憲法に絡めながら学生の恋愛相談などに乗る。
2011年4月、大阪国際大学グローバルビジネス学部准教授に就任。同月から2014年12月までは、公益財団法人世界人権問題研究センター研究第4部（女性の人権）部長を兼務していた。2012年9月には、「全日本おばちゃん党」（インターネット上で活動する女性グループ）を創設。2019年12月に解散するまで、代表代行を務めた。
2018・2019年度以降のナイターオフ期間に「ムキムキ!!ノーサイド劇場」（ABCラジオ） へレギュラーで出演。2019年1月からは、「アザレア・セブン」 の理事を務める。
2019年3月に大阪国際大学を退職する。同年6月に日本ラグビーフットボール協会の理事へ就任。日本国内で初めて開催された2019年秋のラグビーワールドカップの運営に携わった。さらに、同大会の開催を契機にジャパンラグビートップリーグの再編構想が協会内で浮上したことを受け、2020年1月15日、新リーグ法人準備室の室長に就任した（詳細後述）。日本ラグビーフットボール協会理事への就任後から協会関連の職務で多忙を極めていることを背景に、2020年3月末でメディアでの活動を終了し、テレビ・ラジオのレギュラー番組を一斉に降板する。同年4月以降は、生活の拠点を大阪に置き続けながら、新リーグの発足に向けた職務を優先していた。ただし、大阪大学で非常勤講師を引き続き務めるほか、同月1日付で大阪芸術大学の客員准教授へ就任。日本ラグビー協会理事への在任中も、「ムキムキ!!ノーサイド劇場」など、ラグビー関連のメディアへ露出することがあった。2021年6月18日付で非常勤理事としての任期を満了し、翌19日付で理事を退任。退任後は、「法学者」としてメディアでの活動を徐々に再開する。
「アップデートおおさか」 から2023年4月9日執行の大阪府知事選挙への立候補を要請され、同年2月8日に立候補を表明したが、現職の吉村洋文に敗れた。
2022年佐賀女子短期大学客員教授に就任。2023年大阪芸術大学客員准教授退任。2024年神戸学院大学グローバルコミュニケーション学部客員教授に就任。2024年より北海学園大学法学部にて非常勤講師（国際人権法担当）も務める。

## 主張
- 2017年9月のサンデーモーニングに国連演説でトランプ大統領が拉致被害者の横田めぐみに言及したことを「拉致被害者の話をトランプさんが出したりとか、安倍さんも出したんですけど、拉致被害者の方の話というのは、そういう局面じゃなくても毎年言わなくてはいけない話だと思う」「だからこんなところで政治利用じゃなくて、もう分かってる話じゃないですか」とし、「この局面で出すなよ」と批判した[20]。
- 選択的夫婦別姓制度について賛成する。「なんで人の生活にそこまで口を出すねん、という話やと思います。他人のすることに対して、かまわないとあかんことと、かまったらあかんことの区別ができてないんと違いますか？　今はむしろ、かまわないとあかんはずのことのほうが放置されてて『それあんたは関係ないやろ』っていうことに、かまいたがる人が多い気がします。」と述べている[21]。

## ラグビーフットボール関連の活動
近鉄ラグビー部で選手やコーチを務めた谷口龍平の長女である縁で、2019年6月 から2021年6月 まで、公益社団法人日本ラグビーフットボール協会の理事を務めていた。理事への就任後は、ジャパンラグビートップリーグなどに代わる地域密着型プロラグビーリーグ（ジャパンラグビーリーグワン）の制度設計に従事。2020年1月から2021年2月までは、新リーグ法人準備室長を兼務していた。
理事への在任中には、ジャパンラグビーリーグワン（リーグワン）の立ち上げに従事。法人準備室長と審査委員長を兼務しながら、同リーグへ参加する意向を表明した24チームを1 - 3部リーグへ振り分けるための審査などを担当していた。
谷口が参加していた日本ラグビーフットボール協会の理事会では当初、ホームスタジアムの確保状況、事業や選手育成などの側面、直近のリーグ成績などの審査項目に沿ったチームの振り分け（各項目の採点に基づく順位付け）を審査委員会へ全面的に委任。順位付けの結果を会長の森重隆（元・ラグビー日本代表選手および福岡県立福岡高等学校ラグビー部監督）が承認することによって、チームの振り分けを確定させることが決まっていた。しかし、過去の実績や日本ラグビー界への貢献度よりリーグワンの設立に向けた事業計画を重視する審査委員会の方針に、参加予定チームの一部が反発。審査委員会による審査結果を検証する目的で、森が会長直轄の諮問委員会を立ち上げる事態に至った。
現に、日本ラグビーフットボール協会が2021年2月17日に開催した理事会では、法人準備室長を岩渕健輔専務理事（谷口と同時に理事へ就任した元・プロラグビー選手）に兼務させる人事案を了承。谷口はこの人事に伴って法人準備室長を退任したが、退任後も審査委員長や理事としての職務を続けていた。しかし、実際には前述した諮問委員会が、審査委員会と参加予定チームの間で合意されていない評価要素（参加予定チームの競技力に対する点数配分の変更など）を独自に加味。審査委員会の判断をおおむね尊重しながらも、トップリーグのラスト（2020/21）シーズンで複数の参加予定チームの最終順位が同じだったことを踏まえて、最終承認を前に戦績面での計算方法を変更した。諮問委員会がこの方法を基に改めて採点した結果、審査委員会が「リーグワンの1部に相当」と判断したチームと「2部に相当」と判断したチームの一部で採点順位が入れ替わったものの、再計算後の順位を基にチームの振り分け案（1部は12チーム、2・3部は各6チーム）を承認した。
審査委員会は、リーグワンにおけるチームの振り分けが確定したことを受けて、2021年6月で解散。解散のタイミングが非常勤理事としての谷口の任期満了と重なったことに伴って、谷口は理事職も1期限りで退任した。その一方で、日本ラグビーフットボール協会では、谷口以外の審査委員の氏名や採点の最終結果を公表しない方針を打ち出している。
なお、森はリーグワンの発足を機に、リーグのトップ（初代理事長）も兼務。リーグワン初代理事の池口徳也は、「参加予定チームに対する評価項目の点数化に審査委員会の裁量が入る余地があった」として、「今後は、参加チームの評価に明確な基準を設けながら、Jリーグ（プロサッカー）やBリーグ（プロバスケット）のようなチームライセンス制度に昇華させる」という方向性を谷口の理事退任後に示している。
一方の谷口は、リーグワン開幕の翌月（2022年2月1日）に『おっさんの掟　「大阪のおばちゃん」が見た日本ラグビー協会「失敗の本質」』という著書を小学館新書から刊行。ラグビーへの愛情やリーグワンを応援する思いを交えつつも、リーグワンの発足をめぐる日本ラグビーフットボール協会の内部事情や、「年齢・性別・外見を問わず『おっさん』（他人の話を聞いたり自分が間違っていても謝ったりしない独善的な人物）が幅を利かせるラグビー界の外部から非常勤扱いで起用された女性理事」という立場で感じた協会の問題に苦言を呈している。谷口によれば、執筆へ至った最大の動機は、「（変化を拒む『おっさん』の）封建的な価値観によって日本の組織や社会全体で同時多発的に起きている問題を、私が日本ラグビーフットボール協会での経験を語ることで浮き彫りにできるのではないか」という問題意識にあったという。
もっとも、2022年8月には、日本ラグビーフットボール協会が谷口を譴責に処したことが報じられた。この処分については、「職務上知り得た情報を書籍（『おっさんの掟』）で不特定多数に公開することによって、リーグワンを巡る内部審査の公平性に疑義を生じさせた」という判断から、「『内部情報の漏洩』とみなされる事案については（既に任期を終えている）元・理事も処分の対象になる」という内規を適用したことによるとされている。協会側は処分の詳細を公表していないが、谷口によれば、「『おっさんの掟』は『公益財団法人である日本ラグビーフットボール協会がコンプライアンス不全に陥っていることに関する内部告発』との認識に沿って執筆したもので、協会側から『真実ではない』と指摘された記述は一箇所もない」という。さらに、「理事への在任中は（理事として提示した）改革プランをさまざまな形で妨害されたばかりか、（このような妨害に）反論する機会も、常に『内輪の論理』だけで動いている内部の状況を周り（外部）に説明できる機会も与えられなかった」として、この処分に異議を唱えている。

## 出演番組

### テレビ
- サンデーモーニング（TBSテレビ）コメンテーター
  - 2020年3月まで出演した後に、当時従事していた日本ラグビーフットボール協会での職務を優先すべく一時休演。同協会の理事を2021年6月で退任したことを機に、出演を再開している。
- タダイマ!（RKB毎日放送）コメンテーターとして隔週金曜日に出演

過去に出演した主な番組
- ゆうがたLIVE ワンダー（関西テレビ）木曜日コメンテーター（2015年4月2日 - 2016年3月24日）
- VOICE（毎日放送）コメンテーター（2014年9月 - 2015年1月）
- NEWSゆう+（ABCテレビ）金曜日コメンテーター（2011年1月 - 9月）
- おはよう朝日です（ABCテレビ）木曜日サブコメンテーター（2015年4月2日 - 2020年3月26日）
- キャスト（ABCテレビ）月曜日→水曜日コメンテーター（2018年10月 - 2020年3月25日）
- Mr.サンデー（フジテレビ・関西テレビ）ゲストコメンテーター
- いま日本は（BS朝日）コメンテーター
- NEWS23（TBSテレビ）コメンテーター
- 朝まで生テレビ!（テレビ朝日）
- 金曜報道スペシャル（テレビ大阪）コメンテーター

### ラジオ
過去のレギュラー番組
- 堀江政生のほりナビ!!（ABCラジオ）
  - 木曜日コメンテーター（2013年10月 - 2014年3月）
  - 火曜日コメンテーター（2016年10月‐2017年3月…『堀江政生のほり×ナビ』第2部）
- 上泉雄一のええなぁ!（MBSラジオ）木曜日パートナー（2016年10月6日 - 2018年3月29日）
- 伊藤史隆のラジオノオト（ABCラジオ）金曜日パートナー（2017 - 2019年度）
  - 日本ラグビーフットボール協会での職務を優先すべく、パートナーとしてのレギュラー出演を終了したが、2020年度以降の放送にも「ゲスト」扱いで随時登場。
- 小林徹夫のアサデス。ラジオ（九州朝日放送）隔週水曜日コメンテーター（2019年4月 - 2020年3月25日）

ゲスト
- 伊藤史隆のOn-site RADIO（ABCラジオ）
- 吉田照美 飛べ!サルバドール（文化放送）
- 久米宏 ラジオなんですけど（TBSラジオ）
- 荒川強啓 デイ・キャッチ!（TBSラジオ）
- ありがとう浜村淳です（MBSラジオ）
- 上泉雄一の週末もええなぁ!（MBSラジオ）

## コラム
- 現代のことば（京都新聞）2011年4月 - 2013年3月

## 著書

### 単著
- 『リプロダクティブ・ライツとリプロダクティブ・ヘルス』（信山社、2007年）ISBN 978-4797224689
- 『日本国憲法 大阪おばちゃん語訳』（文藝春秋、2014年）ISBN 978-4-16-390181-7
- 『おっさんの掟 「大阪のおばちゃん」が見た日本ラグビー協会「失敗の本質」』（小学館新書、2022年）ISBN 978-4-09-825417-0

### 共著
- 『国際人権法概論』（有信堂、2005年）ISBN 978-4842040479
- 『コンメンタール女性差別撤廃条約』（尚学社、2010年）ISBN 978-4860310776
- 『シリーズ生命倫理学　生殖医療』（丸善出版、2012年）ISBN 978-4621084830
- 『レクチャー　ジェンダー法』（法律文化社、2012年）ISBN 978-4589034076
- 『新・資料で考える憲法』（法律文化社、2012年）ISBN 978-4589034182
- 谷口真由美、荻上チキ、津田大介、川口泰司『ネットと差別扇動: フェイク/ヘイト/部落差別』（解放出版社、2019年）ISBN 978-4759211030
- 前川喜平・谷口真由美『ハッキリ言わせていただきます！黙って見過ごすわけにはいかない日本の問題』（集英社、2019年） ISBN 4-08-786110-4